# Garret FitzGerald
Garret FitzGerald (Dublin, 9 februari 1926 – aldaar, 19 mei 2011) was de taoiseach (premier) van Ierland gedurende de periode van 1981 tot 1987, met een kleine onderbreking in 1982 toen de functie van eerste minister werd waargenomen door Charles Haughey. Van 1977 tot 1987 was hij leider van de partij Fine Gael.
Hij werd geboren als zoon van Desmond FitzGerald, de Ierse minister van Buitenlandse Zaken van Ierland van 1922 tot 1927. FitzGerald studeerde aan het Jesuit Belvedere College en het University College van Dublin. In 1947 trad hij in het huwelijk met Joan O'Farrell en ging werken bij Aer Lingus. Hij bleef er tot 1959, om na studies aan het Trinity College Dublin te gaan doceren aan het University College van Dublin.

## Loopbaan
- 1965-1969: lid van de Seanad Éireann - de Ierse Senaat.[1]
- 1969-1992: Teachta Dála of TD - lid van de Dáil Éireann.
- 1973-1977: minister van Buitenlandse Zaken.
- 1977-1987: leider van Fine Gael.
- 1977-1981: oppositieleider in Ierland.
- 1981-1982 - 1982-1987: Taoiseach oftewel premier.
- 1997-2009: Chancellor of the National University of Ireland.

- Bibliothèque nationale de France: cb12302786x (data)
- Gemeinsame Normdatei: 121306879
- International Standard Name Identifier: 0000 0001 0918 9119
- Library of Congress Control Number: n81042687
- Nationale Bibliotheek van Tsjechië: jo20020097054
- Nationale Bibliotheek van Israël: 987007274480405171
- Nederlandse Thesaurus van Auteursnamen: 068659601
- LIBRIS: 186971
- Système universitaire de documentation: 031940315
- Virtual International Authority File: 79088842
- WorldCat: E39PBJdMgVBTmmX3hvChK9Qcyd